# Friendster
Friendster（フレンドスター）は、かつてマレーシア・クアラルンプールに本拠地を置いていたソーシャルゲームサイト。2002年に開設され、2015年にサービス終了した。

## 概要
以前はソーシャル・ネットワーキング・サービスウェブサイトとして知られていた。サイトリニューアル前は他のメンバーとの交流、それらの交流の維持、交流に伴うオンラインのコンテンツやメディアの共有が可能だった。また、新たなイベント、バンド、趣味に出会ったり発見したりすることや、ユーザーは他のメンバーのプロフィールや繋がりを通してビデオ、写真、メッセージやコメントの共有することも可能だった。つまり、社会的繋がりにおいてオリジナルかつグランダディの1つと考えられていた。このサービスは東南アジアで人気を得て、メジャーなサイトとなっていった。
2011年6月にFriendsterがソーシャルゲームプラットフォームにリニューアルされて以降、登録ユーザー数は1億1500万人以上に上っている。運営企業は主にフィリピン、マレーシア、シンガポールといったアジア3カ国で運営しており、トラフィックの90%がアジアからによるものである。2008年時点でアジアにおける他のソーシャル・ネットワークより多い月間のユニークビジターを抱えている。アレクサ・インターネットによれば2009年5月7日時点のFriendsterへのアクセスが多い10カ国はフィリピン、インドネシア、マレーシア、シンガポール、タイ王国、パキスタン、アラブ首長国連邦、スーダン、大韓民国、バングラデシュ、インドとなっている。今日のFriendsterはなおもインドネシアやフィリピンにおいて有名で人気がある。

## 歴史
まだMyspace（2003年開始）、Facebook（2004年開始）が無く、他のソーシャル・ネットワーキング・サイトも広く使われる前の2002年、Friendsterはカナダのコンピュータプログラマーであるジョナサン・エイブラムスが設立した。Pets.com（1997年開始）のようなその他いくつかの小規模なソーシャル・ネットワーキング・サイトが先行していた中でFriendsterは会員数が100万人に達したサイトの一角になるまで成長した。
Friendsterという名はfriend（友達）とNapsterとのかばん語に由来する。1999年に立ちあげられたNapsterはこの時、論争を巻き起こしているP2Pファイル共有インターネットサービスで、2000年時点で「Napster」という名称自体同年訴訟を数件起こされた影響で事実上聞き慣れた言葉となっていた。旧Friendsterはカリフォルニア州マウンテンビューで設立され、プライベート所有だった。Friendsterは「友だちのサークル」（社会的ネットワーク）という仮想共同体とスモールワールド現象のデモンストレーションにおける個人のネットワーク技術がベースだった。また、2004年4月にMyspaceにページビュー（ニールセンレーティング調べ）で抜かれるまでオンラインソーシャル・ネットワーキング・サービスのトップと考えられていた。
Friendster.comは2002年にスタートし、最初の数ヶ月でユーザー数が300万人に達した。タイム、エスクイア、ヴァニティ・フェア、エンタテインメント・ウィークリー、USウィークリー、スピンといった雑誌でFriendsterの成功を報じ、創設者が表紙を飾ったり深夜のトーク番組に出演した。Friendsterの急激な成功はDogsterやElfsterを含むニッチ世代のソーシャル・ネットワーキング・ウェブサイトに影響を与えた。
また、FriendsterはWindows Live Spaces、Yahoo! 360、Facebookのようなオールインワンなサイトとの競争にさらされていた。2003年にGoogleが3000万ドルで買収を申し入れたが却下された。Friendsterは2003年10月にクライナー・パーキンス・コーフィールド・アンド・バイヤーズとベンチマーク・キャピタルが報告価値5300万ドルとして出資したが、2003年のGoogleへの売却の代わりに非上場を維持する決定はシリコンバレーにおいて最大の失策の1つとAP通信は主張している。2004年4月、ジョン・エイブラハムが最高経営責任者を辞任し、ティム・クーグルが暫定最高経営責任者に就任した。クーグルはかつてYahoo!で会長と最高経営責任者だった。その後クーグルは2004年6月にスコット・サッサと交代、サッサも2005年5月にテク・キョンと交代、そしてテク・キョンはFriendsterが2003年の20分の1の価値とされた上でのクライナーとベンチマークによる資本増強を受けてケント・リンドストロームと交代した。
2008年時点でFriendsterのユーザー数が1億1500万人以上でアジア市場で成長している。アレクサによれば2009年以降アメリカ合衆国からのアクセス数が急激に減少しており40位をピークに2010年11月には800位まで落ち込んでいた。原因は競合するソーシャル・ネットワーキング・サイトであるFacebookの興隆で多くの人々が移っていったためである。2008年8月、元Google幹部のリチャード・キンバーを最高経営責任者として迎え入れた。キンバーはFriendsterのアジア展開に力を入れた。
2009年12月9日、MOLグローバルというアジア最大のインターネット企業に2640万ドルで買収されたことを発表した。MOLグローバルはマレーシアの最も成功したビジネスマンの1人でベルジャヤコーポレーションの会長兼最高経営責任者であるタン・スリ・ヴィンセントが設立した。
2011年6月、ソーシャルゲームサイトに転換し、ユーザーのソーシャル・ネットワークアカウントを終了した。しかし、Friendsterのアカウントは削除されておらずユーザーは既にある電子メールログインとパスワードを使ってログインすることができる。また、連絡先リスト（もしくは友だちリスト）はユーザーの基本情報と共に保存されるとしている。そしてリニューアルしたウェブサイトは純粋な「エンタテインメントと楽しみ」に力を入れ、Facebookとは競合しないが補完する役割を果たすことを目指すとしている。

### 出資
2002年にクライナーとベンチマークとエンジェル投資家による1200万ドルの出資で設立した。
2003年、Googleから3000万ドルの買収提案を受けたが拒絶した。
2006年2月にクライナーとベンチマークは再度Friendsterに300万ドルの、同年8月DAGベンチャーズが1000万ドルの、IDGベンチャーズが2000万ドルの投資を行った。MOLグローバルが買収するまではクライナー、ベンチマーク、DAG、IDG、個人投資家の出資を受けていたことになる。

## 受賞・選出
- 2006年7月、Key Social Networking Technology Patentを受賞[30]
- 2007年、AlwaysOn Media as Top 100 Private Company Award Winnerに選出[31]
- 2008年4月、Webware 100 winnerに選出[32]
- 2009年、ジ・オニオンに2005年から手付かずの考古学的遺物の発見と風刺的に報じられる[33][34][35]。

## サービス
2009年11月、世界中で60万を越えるリアル・仮想的決済チャネルのネットワークを活用する大手決済プロバイダであるMOLアクセスポータルとFriendster Walletと1億1500万人のFriendster登録ユーザーによるマイクロ支出を可能にする決済プラットフォームを構築することでグローバルパートナーシップを締結。Friendster Walletはプリペイドカード、モバイル決済、オンライン決済、クレジットカード決済といった複数の決済方法に対応している。
また、ゲーム開発会社、出版社といったコンテンツ企業とも提携し、MOLの決済チャネルやFriendsterの大規模なユーザーベースでFriendsterのプラットフォームを活用した収益化ソリューションを提供している。
サブブランドとしてインターネットカフェを運営するFriendster iCafe、商業施設向けに無料Wi-Fiインフラを手がけるFriendster Hotspotsがある。

## 開発
自身の開発プログラムを通してウィジェットやコンテンツをユーザープロフィールページに初めて組み込めるようになった2006年8月からオープンサイトになった Roughly 39 percent of Friendster's users have widgets on their profile.。
また、ソフトウェア開発者がFriendsterのネットワークにあるコンテンツやデータを利用することでFriendster内外で使えるカスタマイズ可能なアプリケーションを構築や展開するためのアプリケーションプログラミングインタフェースにアクセスできるようになっている。Friendsterの開発プログラムはオープンとなっており、オープンな収益モデルを伴う非プロプライエタリプラットフォームになっている。
そして、FriendsterはOpenSocialとFacebookプラットフォーム両方に対応する世界初のソーシャルネットワークだった。
2009年12月、Friendsterはサイトリニューアルで新たなインターフェイスを採用した。

## 特許
Friendsterはいくつかの基本的なオンラインソーシャル・ネットワーキング特許を保持している:
- System, method and apparatus for connecting users in an online computer
- Method of Inducing Content Uploads in a Social Network
- System and Method for Managing Connections in an Online Social Network
- Compatibility Scoring of Users in a Social Network
- Method for sharing relationship information stored in a social network

2010年8月、FacebookはFriendsterから18もの特許を買収した。

## サイトリニューアル
2011年6月、Friendsterはソーシャル・ネットワーキング・サイトからゲームとエンタテインメントに力を入れるソーシャルエンタテインメントサイトに転換した。アカウントは変更されず未だに現存するが、ユーザーが過去アップロードしていた全ての写真、メッセージ、コメント、表彰状、シャウトアウト、ブログ、掲示板、グループはアカウントの一部に含まれない可能性があった。そのためユーザーアカウント情報をバックアップするためのエクスポートツールが提供されていて、写真をFlickrやMultiplyに転送することもできる。
ユーザーの写真をエクスポートできる期限は2011年6月27日で、以降エクスポートされなかった写真は削除され回収不可能となっている。
2ヶ月後、新しいFriendsterがオープン、40以上のゲームが配信され、半月でユーザー数が100万人増加した。1日あたり、一ヶ月あたりのアクティブユーザーも50%増加、アジアからの新ユーザー90%以上を占める。